# Space Panic
Space Panic – pierwsza w historii gra platformowa, wydana w 1980 roku na automaty do gry. Celem gry jest kopanie dziur w platformach i zwabianie do nich przeciwników. Następnie należy zamurować przeciwnika z góry aby spadł na dół i zniknął z planszy.